# Exvoto (San Sebastián)

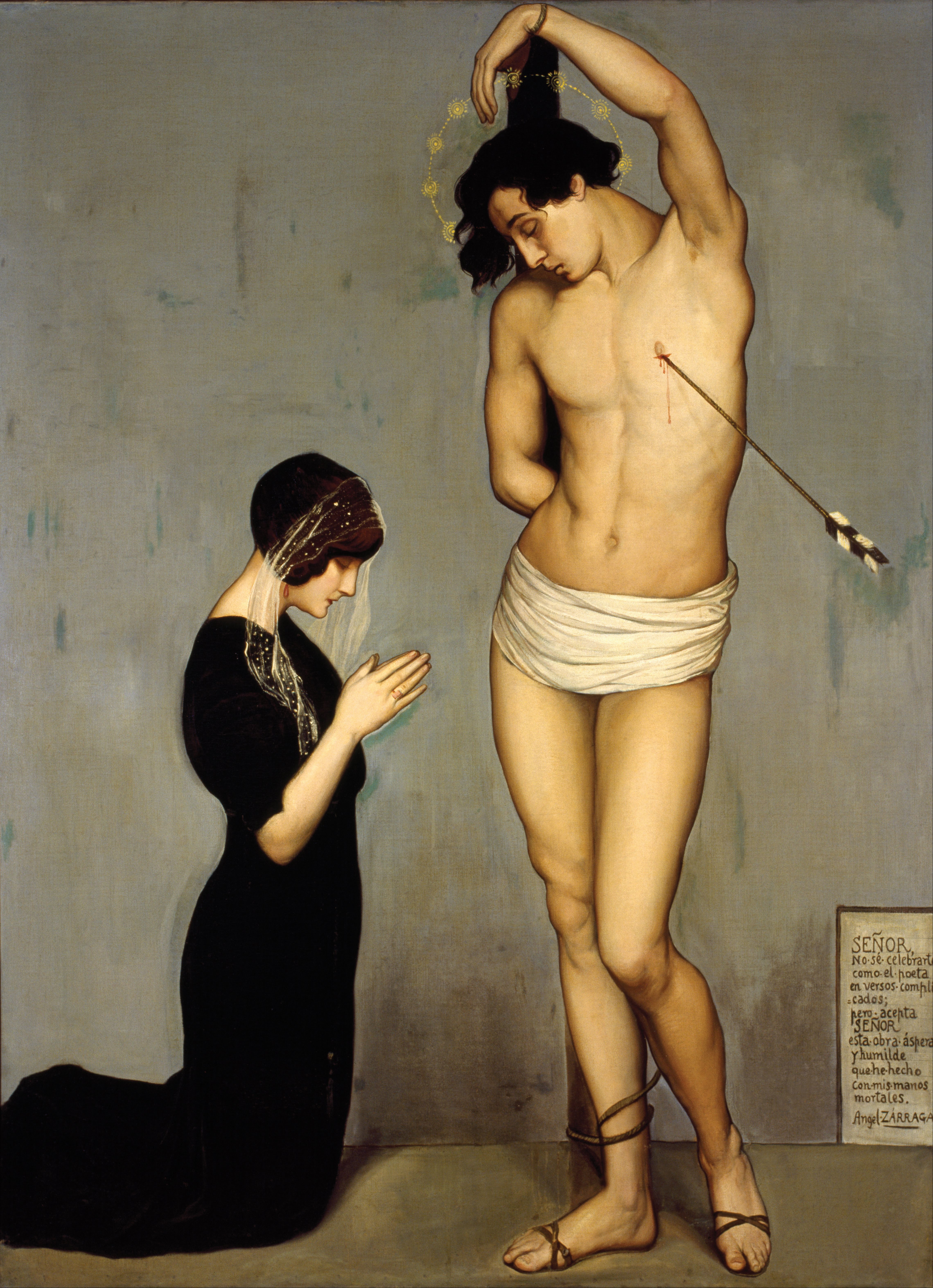
Ex Voto (San Sebastián).

Exvoto (San Sebastián) es una obra pictórica creada en el año 1912, por el artista mexicano Ángel Zárraga. Es un óleo sobre tela, que pertenece al género pictórico de arte sacro y al modernismo. Sus dimensiones son de 1,85 m por 1,34 m.
El Exvoto (San Sebastián) es parte del acervo del Museo Nacional de Arte desde 1982.

## Antecedentes

#### Autor
Ángel Zárraga nació en Durango en 1886, aunque no vivió allí mucho tiempo ya que se mudó junto a su familia a la Ciudad de México, donde tiempo después comenzó sus estudios artísticos en la Escuela Nacional de Bellas Artes (ENBA). En 1904, viajó a Europa y a partir de ahí fue consolidando su estilo, y su gusto por la pintura tradicional.
En el trabajo de Zárraga es posible encontrar dos constantes: el cuerpo y la religiosidad. Tenía un gusto por los géneros pictóricos tradicionales por lo cual, realizaba sobre todo retratos, naturalezas muertas y paisajes que denotan el apego del pintor a ciertas enseñanzas académicas. Aproximadamente en 1910 conoció a Modigliani con quien entablaría una amistad, hasta su muerte en 1919. Años después, Zárraga regresaría a México donde continuaría su carrera como pintor. Es importante mencionar su relación con Modigliani ya que se especula que este mismo fue su modelo para la pintura del Exvoto de San Sebastián.
En 1911, Zárraga regresó a París, siendo este su lugar de residencia permanente. En ese año, Zárraga pintó La dádiva y el San Sebastián, presentándolos en el Salón de Otoño. Recibió buenos comentarios por la crítica artística. Debido a su éxito, fue elegido jurado para la Selección de Pintura el siguiente año, 1912. Fue un artista prolífico, realizando escenografías teatrales, artículos periodísticos, poesía, ilustraciones para revistas y obra mural. En París realizó diversos murales. En 1926 colaboró con Alberto J. Pani, embajador de México en Francia en ese entonces, decorando el Salón de Honor de la Delegación mexicano; ahí realizó 18 tableros.

#### San Sebastián
San Sebastián ha sido un ícono muy representativo para la religión cristiana, su imagen se extendió y popularizó durante las epidemias de peste en la Edad Media, era considerado un protector contra la enfermedad al haber muerto por flechas ya que se pensaba que la peste se difundía por el aire; con la difusión de la imprenta su imagen convertida en estampa era pegada en las puertas de la gente, como una especie de talismán para alejar la enfermedad.
Ha sido representado en la literatura y en la plástica desde mediados del siglo XV empezó a ser presentado desnudo como excusa para plasmar la figura masculina. Entre la provocación, Oscar Wilde fue de los primeros en erotizar al  mártir describiéndolo cómo “un niño castaño encantador, con el cabello crujiente y los labios rojos...”  otro escritor en representarlo fue Yukio Mishima en la cual se fotografió como San Sebastián en donde vio el placer del dolor en su martirio. Aunque de las más representativas, fue la hecha por Zárraga. 

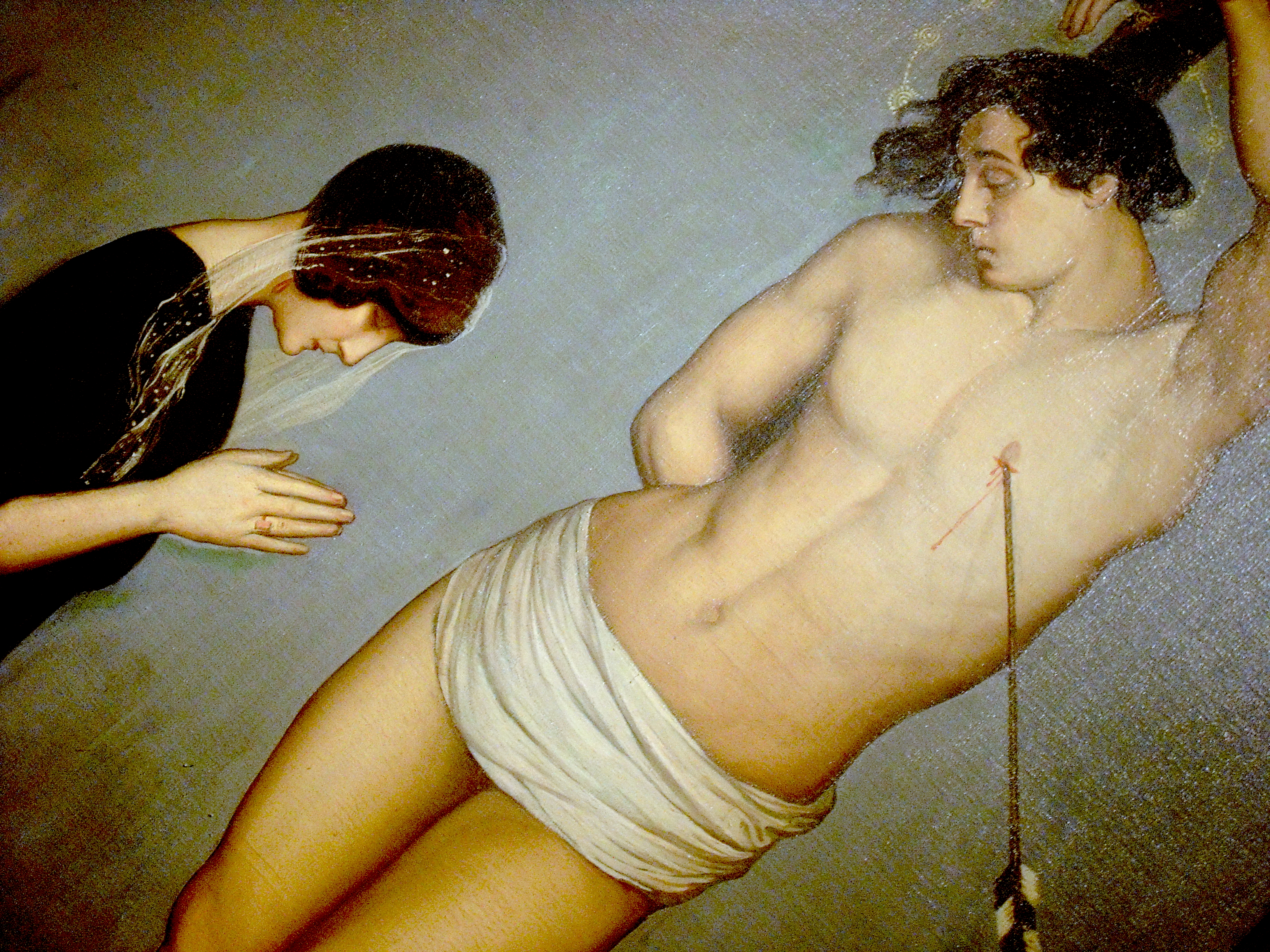
Detalle de la obra.

## Análisis de la obra
San Sebastián es una obra pictórica simbolista. Hay dos figuras. A la izquierda aparece una mujer de rodillas ante un hombre desnudo, el cual denota sensualidad. La flecha que atraviesa su pecho lo identifica como el santo Sebastián. La obra lleva como título Ex voto por la cartela que tiene en la parte inferior derecha, al fondo, y también por la posición y actitud de ambos personajes.
Zárraga representó a la mujer con atavíos oscuros, en contraste con el santo, que está completamente iluminado. Ambos elementos opuestos, a su vez, equilibran la composición. La pintura no es sólo religiosa, sino que se relaciona con la literatura y la filosofía, creando una atmósfera melancólica y poética, con la que se pueden generar reflexiones en torno a las virtudes y vicios del ser humano.
La figura de Sebastián se encuentra atada a un poste. La figura humana semidesnuda es lánguida, tiene unas sandalias y se puede apreciar un nimbo con estrellas sobre su cabeza. Una flecha larga con plumas le atraviesa la tetilla derecha. La mujer arrodillada se encuentra orando, con vestimentas enlutadas. El fondo es neutro, una pared gris que sitúa a ambos personajes dentro de una especie de cubo.
Ángel Zárraga era un artista entusiasta católico, la posibilidad de pintar era un talento que debía emplear, dar honor y representar “las verdades esenciales que llevamos dentro”. 
Por esto mismo en su pintura Exvoto “Martirio de San Sebastián de 1910-1912”, puede leerse la siguiente dedicatoria: “Señor no sé celebrarte como el poeta en versos complicados; pero acepta Señor esta obra áspera y humilde que he hecho con mis manos mortales.” La representación del cuerpo humano es de proporciones idóneas haciendo alusión y relacionando la divinidad, Zárraga siempre que utilizaba el cuerpo humano empleaba la belleza clásica y de proporciones perfectas ya que él consideraba que el ser humano es la máxima expresión de la divinidad; en su producción hacía muchos contrastes entre la juventud y la vejez, la belleza y la decadencia siempre en un sentido físico. Aquí podemos notar su interés por el dibujo y la forma humana, la línea y el claroscuro como una expresión de su espiritualidad.

## Contexto actual

#### LGBTQ+
En México en la época Novohispana, al tener una plegaria y que esta se cumpliese era considerada como un milagro, como muestra de agradecimiento al santo invocado se ofrecían unas estampas que comúnmente se empezaron a conocer como “ex votos”, estos evidencian como era el contexto sociocultural de la época y dado que en el siglo XIX el tema de la salud era una emergencia, las plegarias eran abundantes. El ex voto se vuelve contemporáneo en el siglo XX y siglo XXI dado que aunque las condiciones actuales siguen implicando salud, hay una necesidad de poner lo emocional como lo es el desamor, la orientación sexual, y su diversidad. San Sebastián se volvió un icono para la comunidad LGBTQ, por lo mismo ha inspirado muchos exvotos actualmente.
En 2011, un grupo de cristianos que pertenecían a la comunidad LGBTQ+ pidió a Benedicto XVI que nombrara a San Sebastián patrón del colectivo LGBTQ+.
En su ensayo Losing his religion, el escritor Richard A. Kaye sitúa la conversión de San Sebastián en icono de la cultura homosexual a finales del siglo XIX. 
“Los hombres gays vieron inmediatamente en Sebastián un anuncio conmovedor del deseo homosexual (de hecho, un ideal homoerótico) y un retrato prototípico de un hombre en el armario torturado”.
El Exvoto (San Sebastián) de Ángel Zárraga, ha sido interpretado como parte de la iconografía de la comunidad LGBTQ+.

#### Procedencia

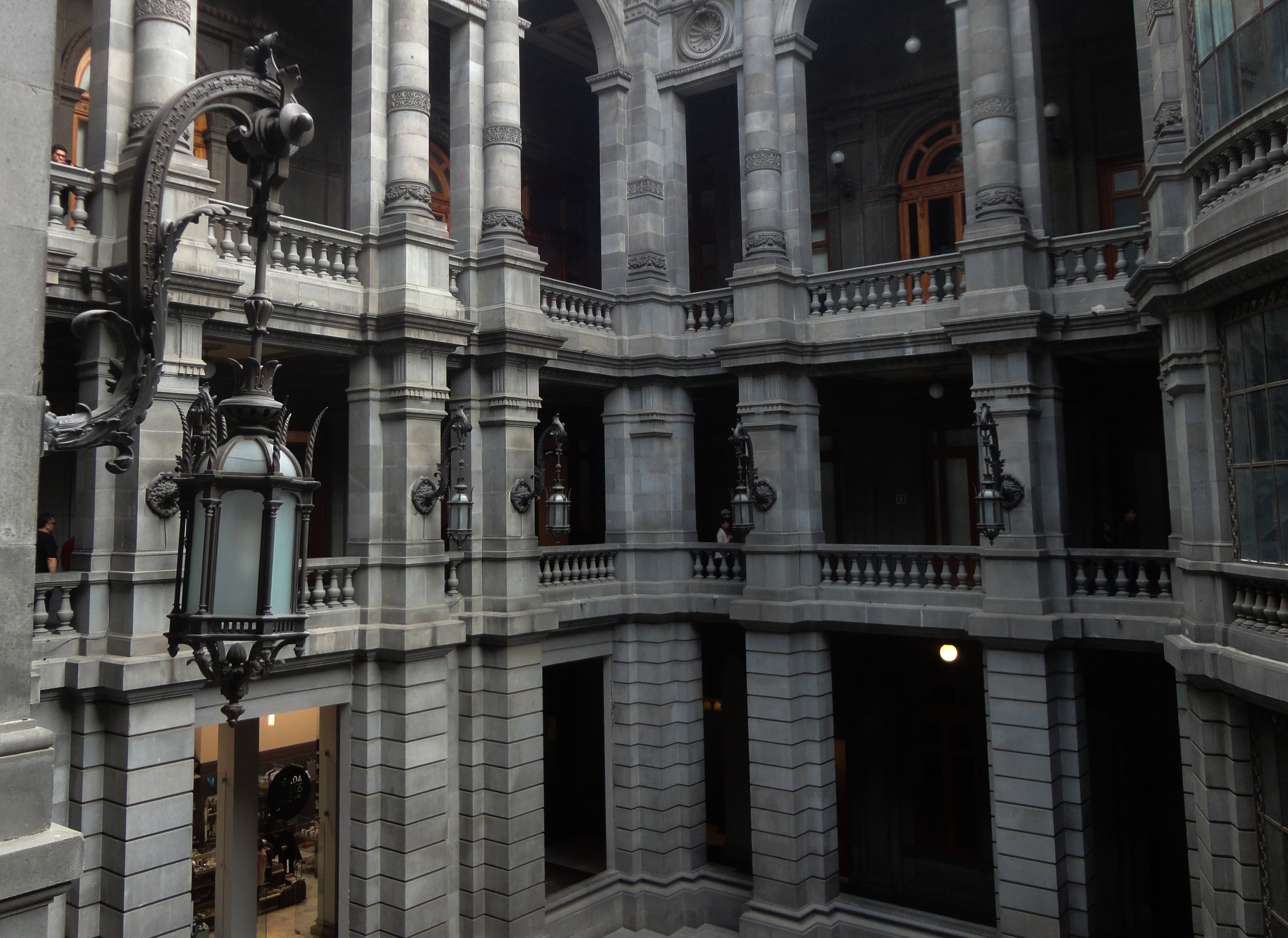
Patio central del Museo Nacional de Arte

El registro de la subasta se publicó de la página de Christie´s dentro del lote 15 y el precio estimado de subasta era entre los USD 250,000 - USD 350,000 y se terminó vendiendo en USD 284,800. Subasta misma que cerró el 23 de mayo del 2006.
- Adquirido directamente del artista.
- Colección Diego Redo, Ciudad de México.
- Colección Guillermo Obregón y Gómez Vélez, Ciudad de México.
- Colección Guillermo Obregón Corral, Ciudad de México.
- Colección Alonso Obregón Rivera, Ciudad de México.
- Colección María Luisa Novelo, Ciudad de México.
- Colección Walter Haas, Zúrich[10]

## Exhibiciones
Ciudad de México, Centro Cultural Arte Contemporáneo, Dones y Promesas, 500 años de arte ofrenda (Ex-votos Mexicanos), Fundación Cultural Televisa, marzo de 1996.